# Yang Sisurat (huyện)
Yang Sisurat (tiếng Thái: ยางสีสุราช) là một huyện (amphoe) ở phía nam của tỉnh Maha Sarakham, đông bắc Thái Lan.

## Địa lý
Các huyện giáp ranh (từ phía bắc theo chiều kim đồng hồ) là Na Chueak, Na Dun và Phayakkhaphum Phisai của tỉnh Maha Sarakham, Phutthaisong và Na Pho của tỉnh Buriram.

## Lịch sử
Tiểu huyện (King Amphoe) được lập 1 tháng 4 năm 1989, khi 6 tambon được tách khỏi huyện Phayakkhaphum Phisai. Đơn vị này đã được nâng cấp thành huyện ngày 8 tháng 9 năm 1995.

## Hành chính
Huyện này được chia thành 7 phó huyện (tambon), các đơn vị này lại được chia ra thành 91 làng (muban). Không có khu vực đô thị (thesaban), có 7 Tổ chức hành chính tambon.
| STT | Tên            | Tên tiếng Thái | Số làng | Dân số |  |
| --- | -------------- | -------------- | ------- | ------ |  |
| 1.  | Yang Sisurat   | ยางสีสุราช       | 13      | 6.153  |  |
| 2.  | Na Phu         | นาภู            | 17      | 6.307  |  |
| 3.  | Waeng Dong     | แวงดง          | 19      | 7.002  |  |
| 4.  | Ban Ku         | บ้านกู่           | 9       | 4.123  |  |
| 5.  | Dong Mueang    | ดงเมือง         | 9       | 2.742  |  |
| 6.  | Kham Rian      | ขามเรียน        | 12      | 4.082  |  |
| 7.  | Nong Bua Santu | หนองบัวสันตุ      | 12      | 5.073  |  |